# Pellkartoffeln

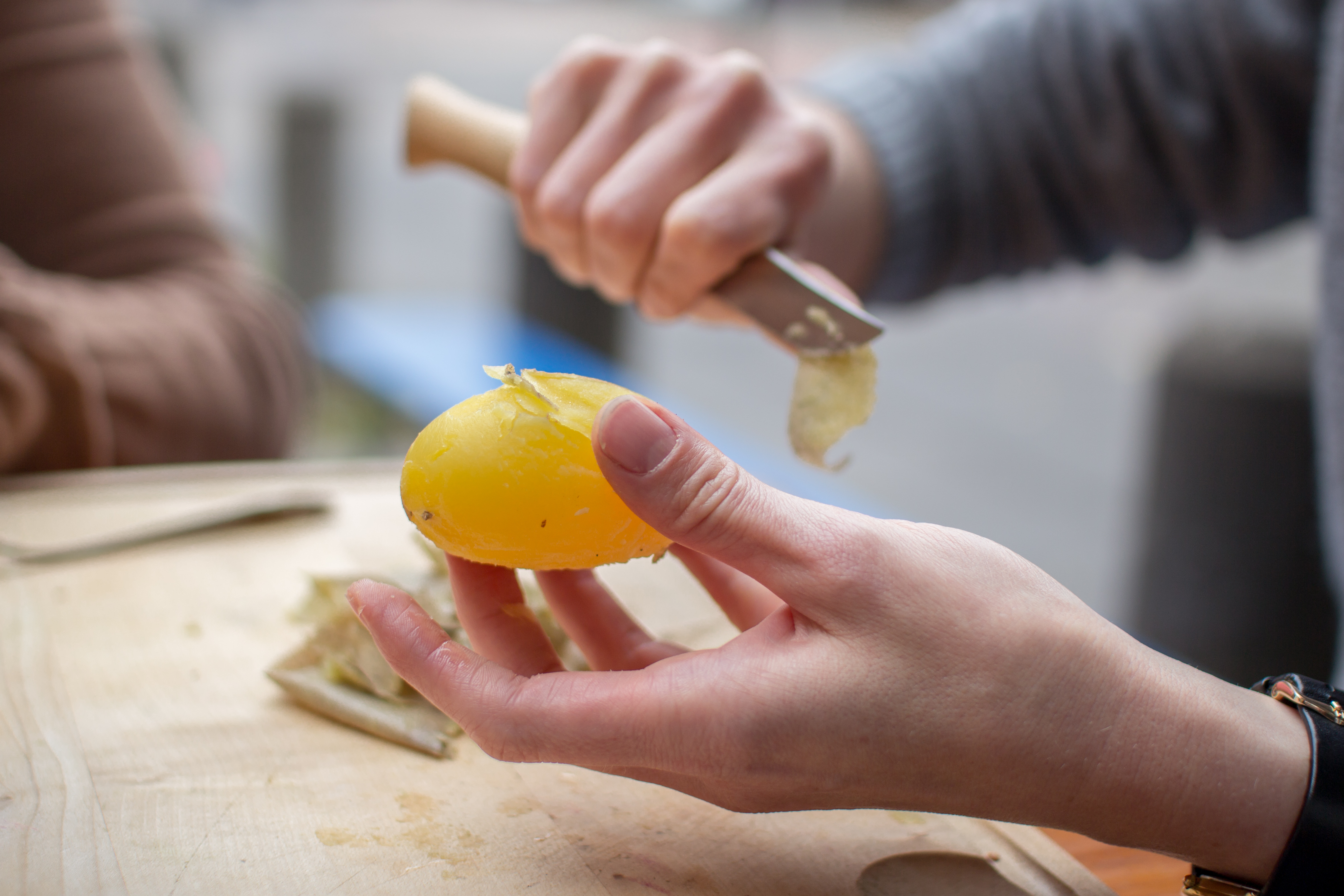
Las patatas asadas

Pellkartoffeln es un nombre alemán para las patatas cocidas sin pelar, tanto hervidas como al vapor.
En diferentes regiones germanoparlantes reciben distintos nombres: en Renania son llamadas también Quellmänner (hombres de fuente traducido literalmente), en Hesse Quellkartoffeln (patatas de fuente en su traducción literal), en Saarland Quellesjer, en el Palatinado Renano Gequellde, en Alta Lusacia Ganze Abern, en Austria se llaman mayormente patatas hervidas, en Suiza y en el sur de Alemania Gschwellti.
Cocinar con la piel asegura una menor pérdida de sabor y nutrientes que con las patatas peladas (especialmente las hervidas con sal). Además, suelen ser mucho más fáciles de pelar después.
Las patatas asadas como la forma más simple de preparación de un alimento básico también son un símbolo de la comida frugal (modesta y con los pies en la tierra). Sin embargo, también se pueden pelar y procesar más, p. B. con ensalada de patatas o Gröstl.
En Alemania, las patatas cocidas se pueden consumir principalmente como acompañamiento de muchos platos diferentes, como ejemplos:
- escalope vienés con ensalada de patatas, patatas cocidas (Salzkartoffel) o con patatas panaderas (Bratkartoffel)
- la patata cocida, con yogur o quark, pimienta y aceite de linaza (Leinöl) se considera como un plato muy sano y ligero, adecuado, por ejemplo, para la cena.
- El gratén delfinés, o el simple puré de patata.